# 奧利弗峰
84°34′S 173°33′W / 84.567°S 173.550°W
奧利弗峰（英語：Olliver Peak），是南極洲的山峰，位於杜費克海岸，處於巴雷特冰川終點東面的羅斯冰架邊緣，屬於加布羅山的一部分，海拔高度630米，現時由南極條約體系管理。